# 麻園 (雲林縣古坑鄉)
麻園，原寫為蔴園，是台灣雲林縣古坑鄉的一個傳統地域名稱，位於該鄉西部偏南。相較於今日行政區，其範圍大致包括麻園村、永昌村不含南部邊界地帶中間偏西段。

## 歷史
台灣清治末期至日治初期，麻園地區為一街庄，稱為「蔴園庄」，隸屬於他里霧堡。該庄北邊西段及中段分別與阿丹庄、溫厝角庄為鄰，北邊東段及東北邊與庵古坑庄為鄰，東南與崁頭厝庄為鄰，南邊為崁腳庄，西邊為三角庄、南勢庄。
1901年（日治明治三十四年）11月，全台廢縣廳改設二十廳，該庄隸屬於斗六廳。1903年（明治三十六年）6月，該庄編入「崁頭厝區」，隸屬於斗六廳。1909年（明治四十二年）10月，合併二十廳為十二廳，崁頭厝區改隸屬於嘉義廳。1920年（大正九年），全台地方制度大改正，廢十二廳改設五州二廳，該庄改制為「麻園」大字，隸屬於臺南州斗六郡古坑庄。
戰後古坑庄改制為古坑鄉，隸屬於臺南縣，大字亦改制為村。1950年10月，雲、嘉、南分治，古坑鄉改隸屬雲林縣。

## 聚落
本地區發展較早的聚落有蔴園、新移民屯、東耕、新庄仔、溪洲仔、中洲仔等，在日治期初期的官方地圖上已有記載。此外，本地區尚有舊麻園、平和等聚落。

## 交通
國道3號又稱「福爾摩沙高速公路」，是貫穿台灣西部的兩條縱向高速公路之一，大致以東北—西南走向經過麻園地區東南端。境內未設交流道，北側最近的是古坑交流道，包括縣道158甲線交會處的南側匝道（僅供南入北出）及縣道149甲線交會處北側匝道（僅供南出北入），兩處匝道之間另夾有古坑系統交流道，即省道台78線（東西向快速公路－台西古坑線）東側端點；南側最近的是縣道162號交會處的梅山交流道。由此等可快速前往台灣南北各地及雲林縣中、西部。
省道台3線（光昌路、光興路、永興路）俗稱「內山公路」，是臺北至屏東的幹道，大致以北北西—南南東走向轉北北東—南南西走向再轉北北西—南南東走向再轉東北—西南走向經過本地區東部。由該道路向北北西經古坑市區西郊、省道台78線古坑交流道後轉北可前往斗六、林內、竹山等地；向西南可前往梅山、竹崎、番路西部、中埔等地。
縣道154乙線（中山路、光昌路）是莿桐鄉饒平（樹子腳）至古坑鄉永光的道路，其南側端點（終點）位於本地區東部麻園聚落西北側的省道台3線路口。由此向南南東至中山路路口轉東北，出聚落後續直行以至出境，可前往古坑市區、水碓、大崙東部、大潭東部、斗六市區、海豐崙西部、竹圍子西南部、大埔尾東部、麻園西南端、麻園與樹子腳交界地帶、樹子腳（饒平）並止於縣道154號路口。
縣道158乙線（光昌路205巷）是斗南鎮小東至古坑鄉永光的道路，其東南側端點（終點）位於本地區東部麻園聚落西北側的省道台3線路口。由此向西北直行，出境後可前往阿丹、舊社東部、斗南市區、小東並止於其西部邊界處的縣道158號路口。
鄉道雲188線是竹圍至南昌（溪底寮）的道路，大致以西北—東南走向由本地區西半葉的西北部邊界入境後，轉南南東再轉東南，於中洲仔聚落先後經鄉道雲188-1線起點路口、鄉道雲194線起點路口後出境。由該道路向西北繞大彎轉西北西可前往南勢南部、南勢與石龜溪交界地帶、石龜溪東北部、石龜溪與林子交界地帶、石龜溪並止於其西南部邊界處的省道台1線路口；向東南轉南南西再轉東南東可前往崁腳地區東北部的溪底寮聚落並止於省道台3線路口。
鄉道雲188-1線是中洲仔至溪洲仔的道路，其西側端點（起點）位於本地區西部的鄉道雲188線路口。由此向北北西轉北再轉北北東，出境經南勢東南端一小段後再入境，轉東北東再轉東南東再轉東南，可前往本地區與崁腳交界地帶並止於鄉道雲194線路口。
鄉道雲194線是中洲至麻園的道路，其西側端點（起點）位於本地區西半葉南部偏東的鄉道雲188線路口。由此向東出境後轉東北沿崁腳地區西北部近本地區邊界地帶而行，經鄉道雲188-1線終點路口後續行，其後再度入境本地區，經縣道158乙線路口後轉東微南蜿蜒而行，可前往本地區東半葉北部並止於省道台3線路口。
鄉道雲203線（光昌路29巷）是永光（崁頭厝）至大湖口的道路，其南側端點（終點）位於本地區東南端大湖口溪右岸道路路口。由此向北北東出境後可前往崁頭厝聚落並止於鄉道雲212線路口。
鄉道雲212線（光昌路）是永光（崁頭厝）至龍眼林的道路，其西側端點（起點）位於麻園聚落北側的縣道154乙線轉角路口。由此向南南東轉東南出境後，轉東南微東蜿蜒穿越崁頭厝聚落後可前往崁頭厝地區中部偏南、苦苓腳並止於其東部的縣道149號路口。

## 學校
- 福智高中
- 福智國中
- 福智國小